# Norwegian Spirit
Die Norwegian Spirit  ist ein Kreuzfahrtschiff der Norwegian Cruise Line. Es wurde als SuperStar Leo für die Reederei Star Cruises, Singapur, auf der Meyer Werft in Papenburg gebaut und im Jahr 1998 in Dienst gestellt.

## Geschichte

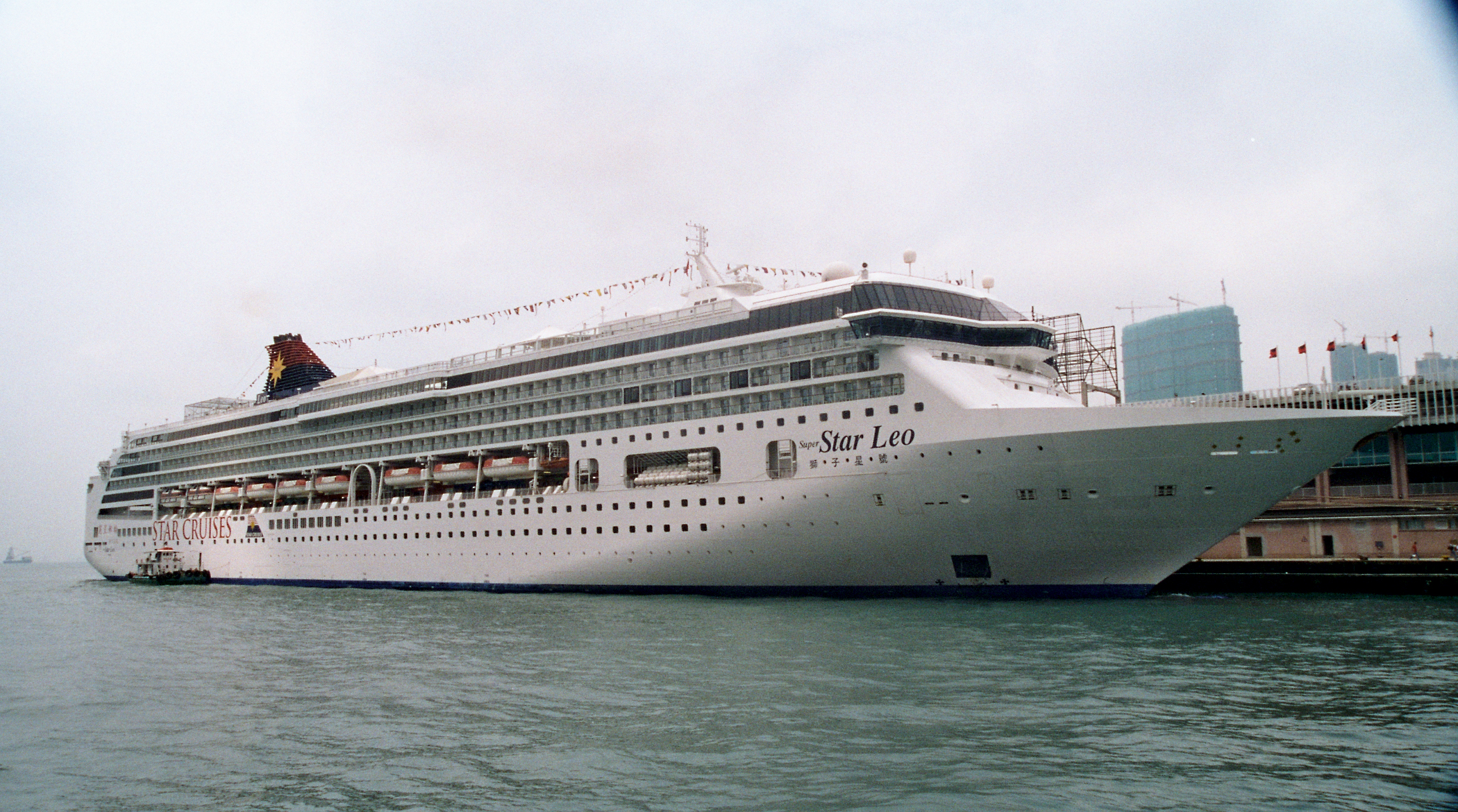
Kreuzfahrtschiff SuperStar Leo im Hafen von Hong Kong 2002

Die SuperStar Leo wurde am 5. Oktober 1996 bei der Meyer Werft in Papenburg auf Kiel gelegt. Am 9. August 1998 wurde das Schiff auf der Ems in die Nordsee überführt. Die Übernahme der SuperStar Leo fand am 25. September 1998 in Southampton, England, eine Woche früher als vertraglich vereinbart, statt. Zuvor waren bis Anfang September Probefahrten auf der Nordsee durchgeführt worden. Am 17. Oktober 1998 nahm das Schiff den Dienst auf. Die SuperStar Leo war das erste Schiff der Leo-Klasse innerhalb der Star-Cruises-Reederei und wurde im Jahr 1998 fertiggestellt. Ihr Schwesterschiff SuperStar Virgo folgte ein Jahr später.
Der Basishafen der SuperStar Leo war 1998 Singapur. Von dort wurden Kreuzfahrten für zwei bis fünf Nächte nach Malaysia und Thailand durchgeführt. Ein Jahr später traf das Schwesterschiff, die SuperStar Virgo, in Singapur ein. Dieses wurde ab 10. September 1999 in Hongkong stationiert, von wo aus Kreuzfahrten nach China, Hainan, Vietnam und durch das Südchinesische Meer angeboten wurden.
2003 wurde die SuperStar Leo nach Australien verlegt. Hauptgrund war der damalige Ausbruch der Vogelgrippe H5N1 in Asien. Später wurde das Schiff nach Hongkong überführt. 2004 wollte die Norwegian Cruise Line die Pride of America in Dienst stellen, kurz vor der Fertigstellung sank das Schiff aber durch einen Sturm bei der Lloyd Werft Bremerhaven. Da jedoch für dieses Schiff bereits Reisen gebucht waren, wurde die SuperStar Leo innerhalb des Mutterkonzerns Star Cruises in die NCL-Flotte genommen und nach einer Renovierung von nur zwei Wochen als Norwegian Spirit in Dienst gestellt. Zunächst befuhr sie gemeinsam mit der Norwegian Sun und der Norwegian Star die ursprünglich für die Norwegian Sky geplanten Kreuzfahrten nach Alaska. Anschließend wechselte sie ihren Abfahrtshafen nach New York für Karibikkreuzfahrten.
2012 wurde das Schiff erstmals in Europa eingesetzt. Es war das zweite Schiff der Reederei, das ganzjährig in europäischen Gewässern unterwegs war. In den Sommermonaten startete es ab Barcelona und Venedig, im Winter besuchte es die Kanaren ab Barcelona.

## Einsatzgebiet
Das Schiff wird im Mittelmeer und in der Nordsee eingesetzt und fährt ab Barcelona, Civitavecchia und Southampton 10- bis 14-tägige Touren.

## Kabinen und Bordeinrichtungen
Zur Ausstattung aller Kabinen der Norwegian Spirit gehören Telefon, Klimaanlage, TV, Safe, Federbetten, Bad mit Dusche/WC inkl. Haartrockner. Unterbetten in Kabinen mit Doppelstockbetten lassen sich in ein Doppelbett verwandeln.
Deck 4
Hier befindet sich das bordeigene Hospital sowie 38 Außen- und 23 Innenkabinen.
Deck 5
Hier befinden sich 79 Außen- und  59 Innenkabinen.
Deck 6
Hier befindet sich das „Garden Room“-Hauptrestaurant mit insgesamt 304 Sitzplätzen. Am Heck findet man auf diesem Deck ebenfalls das „Windows“-Hauptrestaurant mit insgesamt 606 Sitzplätzen. Zusätzlich findet man hier 68 Außen- und 61 Innenkabinen.
Deck 7
Dies ist eines der Hauptdecks des Schiffes.
Es gibt das „Blue Lagoon Cafe“ mit 106 Plätzen. Im Café werden kleine Speisen wie Hamburger und Pizza angeboten. „Cagney’s Steakhouse“ lädt die Passagiere zu Steaks aller Art ein. Des Weiteren gibt es einen englischen Pub namens „Henry’s Pub“ mit 98 Sitzplätzen und das französische „Le Bistro“ mit 48 Plätzen. „The Cafe“ mit 45 Sitzplätzen bietet Kaffeespezialitäten.
Am Bug des Schiffes findet man auf diesem Deck mit 200 Sitzplätzen den „Maharini’s Lounge & Nightclub“. Eine SportsBar „Shanghai Bar“ mit 63 Sitzplätzen findet man neben dem „Blue Lagoon Cafe“. Spielernaturen finden im 400-sitzigen „Maharajah’s Kasino“ ihre Erfüllung. Angeschlossen mit 272 Sitzen die „Maharajah’s Kasino Bar“.
Am Heck finden 899 Gäste für die abendlichen Darbietungen im „Stardust Theater“ Platz.
Deck 8
In Bugrichtung sind 36 Außen- und 27 Innenkabinen zu finden.
Es gibt mehrere asiatische Restaurants: das „Shogun“ mit 74 Plätzen, das „Sushi“ mit 32 Plätzen und  das „Teppanyaki“ mit zehn Plätzen. Die „Champagne Charlie’s Bar“ für den Abend mit 55 Plätzen gibt es hier ebenfalls.
Einen weiteren Teil nimmt die Fotogalerie ein, in der man die diversen Fotoschnappschüssen des Tages erwerben kann. Für Konferenzen stehen drei Räume, „Board Room“, „Clipper Room“ und „Schooner Room“, mit insgesamt 72 Plätzen zur Verfügung.
Über das Deck reicht das auf Deck 7 beginnende „Stardust Theater“.
Deck 9
Hier findet man 84 Innen- und 148 Balkonkabinen. Am Heck sind zwei Eignersuiten  mit 56 m² für zwei Personen und drei „Penthouse“-Kabinen mit 38,5 m² für drei Passagiere zu finden.
Deck 10
Auf diesem Deck sind 73 Innenkabinen- und 102 Balkonkabinen zu finden. 13 Penthousekabinen befinden sich im Bugbereich des Schiffes. Für Kinder gibt es zwei Bereiche: „Buccaneer’s Wet & Wild“ und „Charlie’s Child Care Center“.
Deck 11
Hier sind 55 Innen- und 120 Balkonkabinen zu finden.
Deck 12
Hier befindet sich das italienische Restaurant „La Trattoria“ mit 72 Plätzen. Weiter gibt es ein Buffetrestaurant „Raffles Court & Terrace“ mit 304 Plätzen. 366 Sitzplätze bietet die Bar „Galaxy of the Stars Observation Lounge“ im vorderen Teil des Schiffes. Eine weitere Bar, „Raffles Terrace Bar“ mit 198 Sitzplätzen, ist am Heck zu finden.
Eine Bibliothek mit zehn Plätzen, ein Kartenspielsalon mit 40 Sitzplätzen, ein Internetcafé mit elf Plätzen und einen Raucherraum mit elf Sitzplätzen sind hier ebenfalls zu finden. Für Schönheitsbehandlungen gibt es „Oscar’s Hair & Beauty Salon“. Außerdem stehen in „The Tivoli Pool“ vier Whirlpools zur Verfügung.
Deck 14
Hier befindet sich der „Bier Garten Grill“ mit 164 Plätzen. An Sportmöglichkeiten gibt es einen Joggingkurs, ein Golfabschlagnetz sowie einen Basketballplatz. Für Jugendliche gibt es eine eigene „Celebrity Teen Disco“ für 100 Passagiere.

## Sicherheits- und Navigationseinrichtungen
Die SuperStar Leo war das erste Kreuzfahrtschiff mit einem Hubschrauberlandeplatz. Dieser wurde unfreiwillig bei der Probefahrt am 4. und 5. September 1998 getestet. Bei einem Besatzungsmitglied stellte ein Arzt eine akute Blinddarmentzündung fest. Ein Rettungshubschrauber landete auf dem Schiff und brachte den Patienten nach Emden ins Krankenhaus. Durch die schnelle Hilfe war dieser nach wenigen Tagen wieder wohlauf. Ebenfalls völlig neu war ein Rettungssystem für Kreuzfahrtschiffe, bei denen die Passagiere über Rettungsschläuche in die Rettungsinseln verbracht werden. Diese neue Rettungsart wurde am 15. September 1998 unter Beobachtung von anderen Reedereien, Behörden, Werften und Zulieferfirmen durchgeführt.
Als Navigationssystem auf der Brücke kommt das System STN Atlas Nacos 45-3 zum Einsatz.

## Zwischenfälle
- 2005 touchierte das Schiff eine Pier in Juneau, Alaska, was einen geringfügigen Schaden zur Folge hatte.
- 2006 hatte die Norwegian Spirit Kontakt mit einer Monsterwelle vor der Insel Tortola.
- 2007 touchierte das Schiff abermals eine Pier, dieses Mal im Hafen von New York.
- Am 25. Mai 2008, 9 Uhr morgens, berührte das Schiff während des Anlegemanövers an Pier 88 Teile von Pier 90 in New York City. Teile der Stützbalken eines Parkplatzes sowie der Bug der Norwegian Spirit wurden hierbei beschädigt.
- Im März 2011 hatte das Schiff eine Verspätung von zwölf Stunden. Dies wurde einerseits durch einen Todesfall eines Passagiers als auch mit einer Kollision mit einer Pier in Mexiko hervorgerufen.
- In der Nacht auf den 1. Oktober 2019 wurden bei Windstärke 11 sämtliche Veranstaltungen an Bord abgebrochen. Dies war die vierte Nacht in Folge mit hohem Wellengang. Die ursprünglichen Ziele Amsterdam und ersatzweise Le Havre  konnten bereits nicht angefahren werden. Auf der weiteren Fahrt nach Island fielen dort alle Häfen aus, wonach es nach Medienberichten zu Tumulten unter den Passagieren im Atrium des Schiffes kam.[7]